# Distretto di Amizour
Il distretto di Amizour è un distretto della provincia di Béjaïa, in Algeria, con capoluogo Amizour.

## Comuni
Sono comuni del distretto:
- Amizour
- Beni Djellil
- Semaoun
- Feraoun